# Zwemstadion van Antwerpen
Het Zwemstadion van Antwerpen (Frans: Stade Nautique d'Anvers) was een zwemstadion in openlucht in de Belgische stad Antwerpen.
Tijdens de Olympische Zomerspelen van 1920 vonden de wedstrijden van het zwemmen, waterpolo en schoonspringen plaats in dit zwemstadion, alsook het zwemmen als onderdeel van de moderne vijfkamp.
Het stadion werd gebouwd ter hoogte van de Wezenberg op de plaats van de brede gracht van de Brialmontvesting. Het complex omvatte een honderd meter lang bad, een springtoren, een clubhuis en een kleiner bad voor het waterpolo.
Olympisch Stadion · Royal Beerschot Tennis & Hockey Club · Stadion Broodstraat · Garden City Velodroom · IJspaleis · Merksem · Middelheimpark · Nachtegalenpark · Schietbaan Kiel · Zoo van Antwerpen · Zwemstadion · Dudenparkstadion · Hoogboom Country Club · Jules Ottenstadion · Kamp van Beverlo · Oostende · Tuin van het Egmontpaleis · Wellingtonrenbaan · Zeekanaal Brussel-Schelde · Buiten-IJ